# Opfergang
Opfergang is een Duitse romantische dramafilm in Agfacolor uit 1944 onder regie van Veit Harlan. De film is gebaseerd op de roman Der Opfergang uit 1941 van Rudolf G. Binding.
De film werd in 2016 gerestaureerd en vertoond op het filmfestival van Venetië. Nadien volgde een release op Blu-ray en dvd.

## Verhaal
Albrecht Froben, een jongeman uit een patriciërsfamilie komt na een wereldreis thuis in Hamburg en wordt door de stad begroet. Hij wordt hartelijk ontvangen door senator Froben en raakt al gauw verliefd op diens dochter, de in het verfijnde milieu opgegroeide Octavia. Albrecht besluit daarop om zijn wereldreis te staken. Kort daarna ontmoet hij Äls Flodéen, een geheimzinnige Zweedse uit een buurhuis. Waar Octavia zeer verfijnd en beheerst is, valt Äls op vanwege haar hartstochtelijke en sensuele uitstraling. Octavia speelt noctures van Chopin en geniet van een Nietsche-voordracht; Äls daarentegen zwemt en schiet pijl en boog vanaf een paard.
Albrechts beste vriend Mathias maakt Albrecht ervan bewust dat hij verliefd is geworden op Äls. Daarop trouwt hij snel met Octavia en verhuist met haar naar Düsseldorf. Albrecht kan de gedachten van Äls ondanks de ruimtelijke afstand niet overwinnen. Ondertussen verslechtert de gezondheid van Äls, die een ernstige hartziekte heeft, en kan ze nauwelijks uit bed komen. Maar ze vertrouwt haar gevoelens voor Albrecht alleen toe aan haar dagboek en haar paard.
Het koppel Froben verhuist terug naar Hamburg. Albrecht rijdt langs het huis van Äls en begroet haar voor haar tuinhek, waarop de toestand van patiënte plotseling verbetert. Samen gaan ze weer paardrijtochten maken en er volgt een kus. Octavia vermoedt de affaire en lijdt eronder, maar houdt nog steeds van haar man en zwijgt over haar jaloezie. Ze ontdekt dat Äls een dochter heeft die ze bij haar oude verpleegster in het Hamburgse havendistrict heeft ondergebracht. Ondertussen verslechtert Äls' toestand weer en rijdt Albrecht elke dag langs haar huis.
Als tyfus uitbreekt in de stad, vraagt Äls aan Albrecht om haar dochter te halen. Hij redt het kind, maar besmet zichzelf met de ziekte en wordt naar een quarantainestation in het ziekenhuis gebracht. Äls sterft in haar villa en weet er niets van, ze wacht tevergeefs tot Albrecht voorbij rijdt. Octavia besluit tot een "opofferingswandeling" en neemt de rol van Albrecht als ruiter op zich om haar oprechte liefde voor haar man te bewijzen. Äls sterft. Albrecht wordt weer beter en leert door haar offer weer van zijn vrouw te houden. De as van Äls wordt uitgestrooid in de zee.

## Rolverdeling
| Acteur               | Personage                       |
| -------------------- | ------------------------------- |
| Kristina Söderbaum   | Äls Flodéen                     |
| Irene von Meyendorff | Octavia Froben                  |
| Carl Raddatz         | Albrecht Froben                 |
| Franz Schafheitlin   | Mathias                         |
| Ernst Stahl-Nachbaur | Dokter Terboven                 |
| Otto Treßler         | Senator Froben, Octavia's vader |
| Annemarie Steinsieck | Frau Froben, Octavia's moeder   |
| Frida Richard        | Frau Steinkamp                  |
| Ludwig Schmitz       | spreker op carnaval             |

## Productie
De draaiperiode was uitgestrekt over een periode van een jaar, tussen het najaar van 1942 en 1943. De film werd gelijktijdig met de film Immensee (1943) opgenomen. Opnamen vonden plaats in onder meer Hamburg, Eutin en Filmstudio Babelsberg. Een release in Duitsland volgde pas in het najaar van 1944; dit was om concurrentie met de gelijksoortige film Immensee - die in 1943 werd uitgebracht - te omzeilen.

## Ontvangst
Recensent van Het Nationale Dagblad omschreef de film als "een Noord-Duitse ballade, spelende in en om Hamburg, de Elbe en de Noordzee, in de verfijnde atmosfeer die de patriciërshuizen aan den Alster - elk in hun tuin een wereld voor zich - evenzeer ademen als de villawijken van Bloemendaal en Wassenaar. [..] [Het boek] is een uiterst fijnzinnig, psychologisch speurend werk, waarin zich de drie gestalten van de twee vrouwen en den éénen man in een ongemeen spel van geest tot geest bewegen zonder dat veel complicaties van buiten de handeling storen. Een dergelijk gegeven is uiterst moeilijk te verfilmen en sommigen zullen Veit Harlan kwalijk nemen, dat de film op enkele plaatsen op een haarbreed afstand langs den afgrond van sentimentaliteit en zoetelijkheid glijdt. Daar komt bij dat Carl Raddatz zich weliswaar tot een Duitse Clark Gable bezig is te ontwikkelen, maar voor de zeer zware rol van Albrecht niet geheel het Hamburgse gezicht heeft en bovendien hier en daar te weinig diepgang. Irene von Meyendorff is daarentegen een volkomen doorleefde patriciërsdochter. Zij speelt, evenals Kristina Söderbaum, in de film één harer beste rollen."
De film werd voornamelijk opgemerkt voor de technische vooruitgang in kleur ten opzichte van voorafgaande Duitse speelfilms in Agracolor. Zo werd de film in De Telegraaf omschreven als "een stap voorwaarts" in de Duitse kleurenfilm.

## Nationaalsocialistische thema's
In de roman waar de film op is gebaseerd, overleeft Äls en sterft Albrecht. Deze verandering was in opdracht van propaganda-minister Joseph Goebbels, die stelde dat de figuur van Äls als overspelige vrouw in strijd was met de gezinspolitieke ideeën van de nationaalsocialisten.
Belangrijke thema's uit de film, zoals zelfopoffering en de dood, reflecteren de ideologie van het nationaalsocialisme van uit die tijd. Om deze reden wordt de film ook wel weggezet als nazi-propaganda.